# 西原區政府

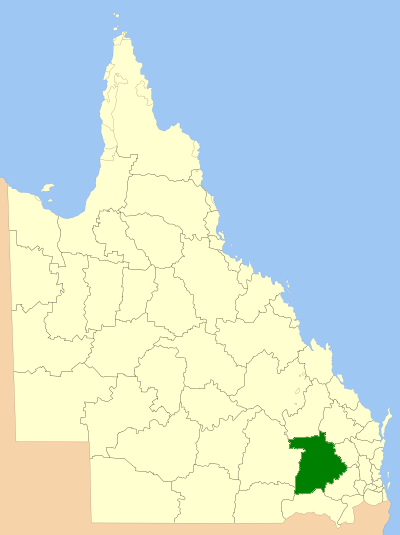
西原區於昆士蘭州轄境圖

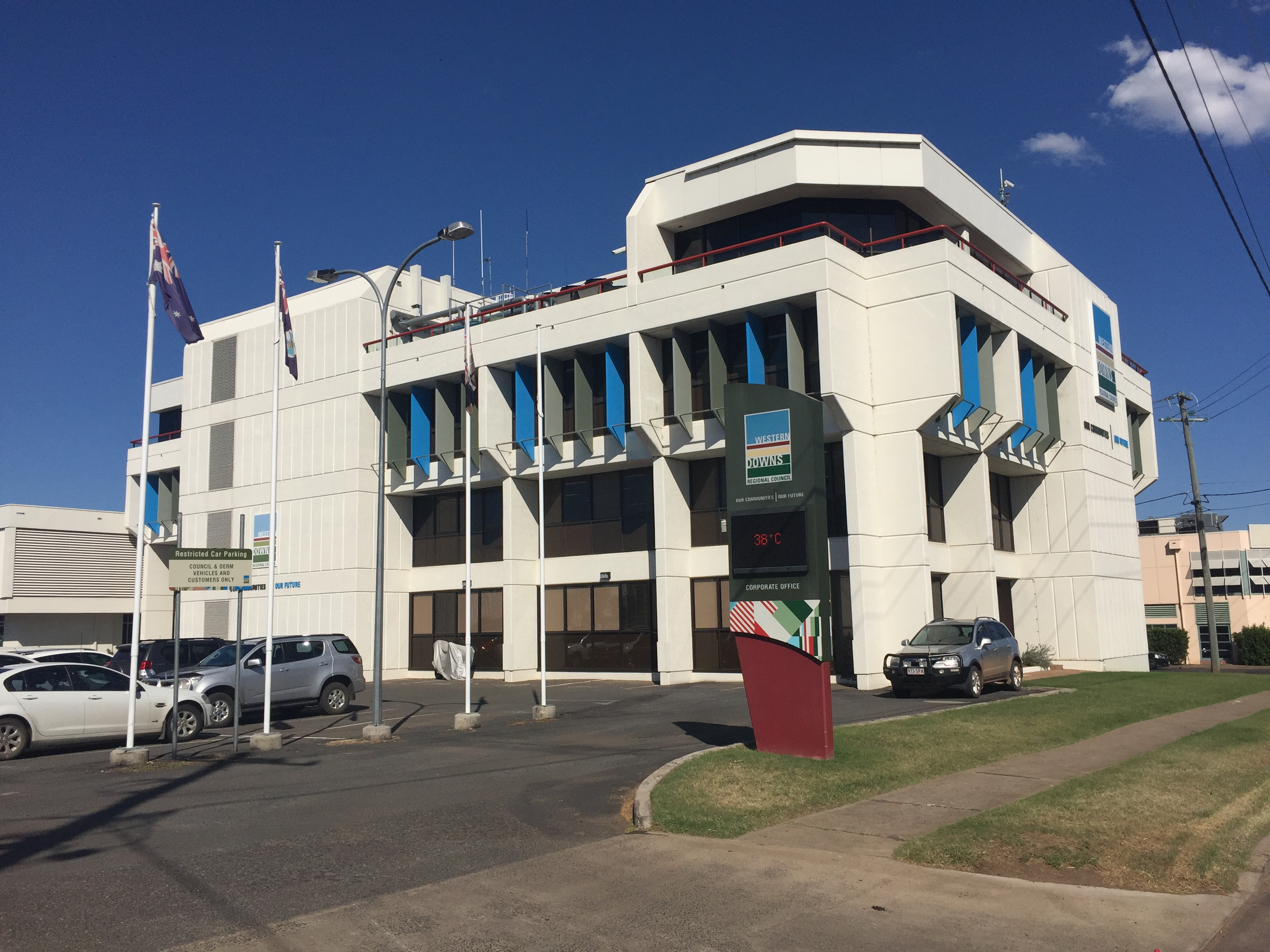
政府現址

西原區（英語：Western Downs Region）是澳大利亞昆士蘭州的地方政府；2008年經合併5個地方政府而成立，轄境有37,937 km2（14,648 sq mi）；2006年人口有30,018人；區政府現址設於達令平原，所統籌的政府預算有澳幣7400萬。

## 區議會
由10名議員和1位區長所組成。

## 外部連結
- 西原區政府